# Фюлане Султан
Фюлане Хатун — перша наложниця  Сулеймана І Пишного, мати шехзаде Махмуда.

## Біографія
Родом із Кафи, де і була помічена султаном Сулейманом у 1511 році. Дані про її справжнє ім’я та роки життя не збереглися.
У 1512 році вона народила шехзаде Махмуда, який помер у 1521 році від віспи. 
Згодом Фюлане втратила титул матері великого спадкоємця і була відправлена в Палаццо Веккіо. Про її подальше життя нічого не відомо.В 1550 році вона померла.